# Godwin Schuster
Godwin Schuster (* 26. Februar 1951 in Kirchberg an der Wild) ist ein österreichischer Politiker (SPÖ). Er war von 1991 bis 2015 Abgeordneter zum Wiener Landtag und Mitglied des Wiener Gemeinderats und von 2007 bis 2015 Erster Vorsitzender des Wiener Gemeinderates.

## Leben
Godwin Schuster war 1980 Bundesbahn-Revident (Gehaltsgruppe VIb) in der Verwaltungsabteilung der Bundesbahndirektion Wien der Österreichischen Bundesbahnen. Er war 1984 Bundesbahn-Oberrevident (Gehaltsgruppe VIIa) in der Personaldirektion der Generaldirektion der Österreichischen Bundesbahnen. Godwin Schuster ist derzeit Bundesbahn-Zentralinspektor der Generaldirektion der Österreichischen Bundesbahnen in Ruhe. Er war zudem zwischen 1997 und Jänner 2007 Direktor des SPÖ-Klubs im Wiener Rathaus.
Seine politische Karriere begann Godwin Schuster als Bezirksrat in Neubau zwischen 1987 und 1991. Am 9. Dezember 1991 wechselte Schuster in den Wiener Landtag und Gemeinderat, dem er bis 2015 angehörte. Schuster war in der 18. Gesetzgebungsperiode Mitglied im Integrationsausschuss, Kontrollausschuss und im Unvereinbarkeitsausschuss und wurde am 25. Jänner 2007 zum Ersten Vorsitzenden des Wiener Gemeinderates gewählt. Schuster war zudem von 2001 bis 2009 Vorsitzender der SPÖ-Bezirksorganisation Wien Neubau, Sicherheitssprecher der SPÖ Wien, Mitglied der Strafvollzugskommission (seit 1. Januar 1997), Vorstandsmitglied der Krankenfürsorgeanstalt der Bediensteten der Stadt Wien (KFA) und ist Präsidiumsmitglied im Kuratorium Fortuna.
Schuster ist verwitwet und Vater zweier Söhne.

## Auszeichnungen
- 2015: Großes Silbernes Ehrenzeichen für Verdienste um die Republik Österreich[5]
- 2023: Silbernes Ehrenzeichen für Verdienste um das Land Wien[6]